# ملیل (روستا)
 ملیل  به عربی ( الُملَیل  )، روستایی است در جنوب منطقهٔ (المخادر)، بمسافت ۱۴کیلومتر، در ناحیهٔ (یعر الباطن) و در عزلهٔ (ذی یَزن)، از توابع استان لَحِج در کشور یمن در شبه جزیره عربستان. 

## جمعیت
جمعیت آن (۱۲۰) نفر (۴ خانوار) می‌باشد.